# 馬安 (約旦城市)

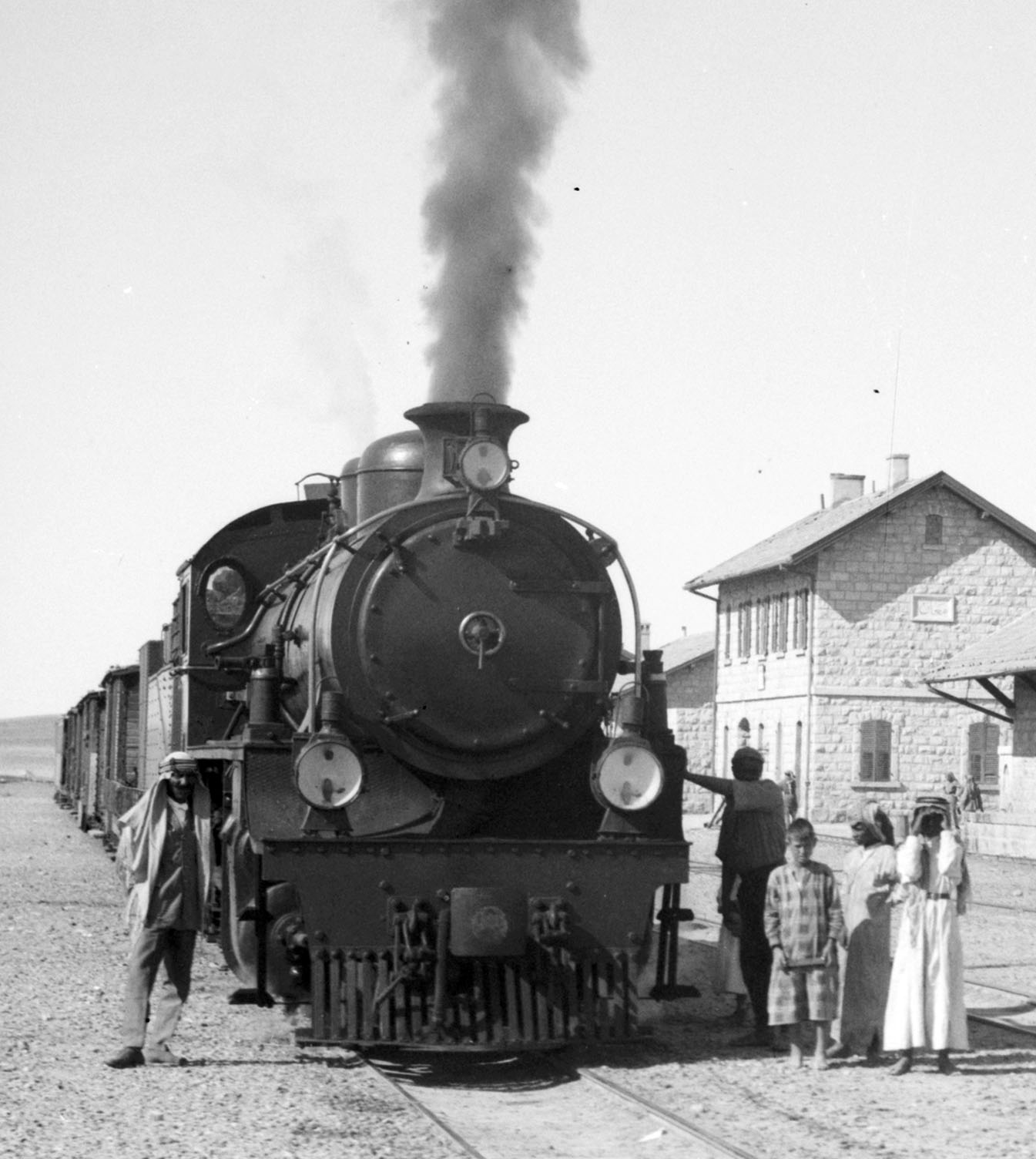

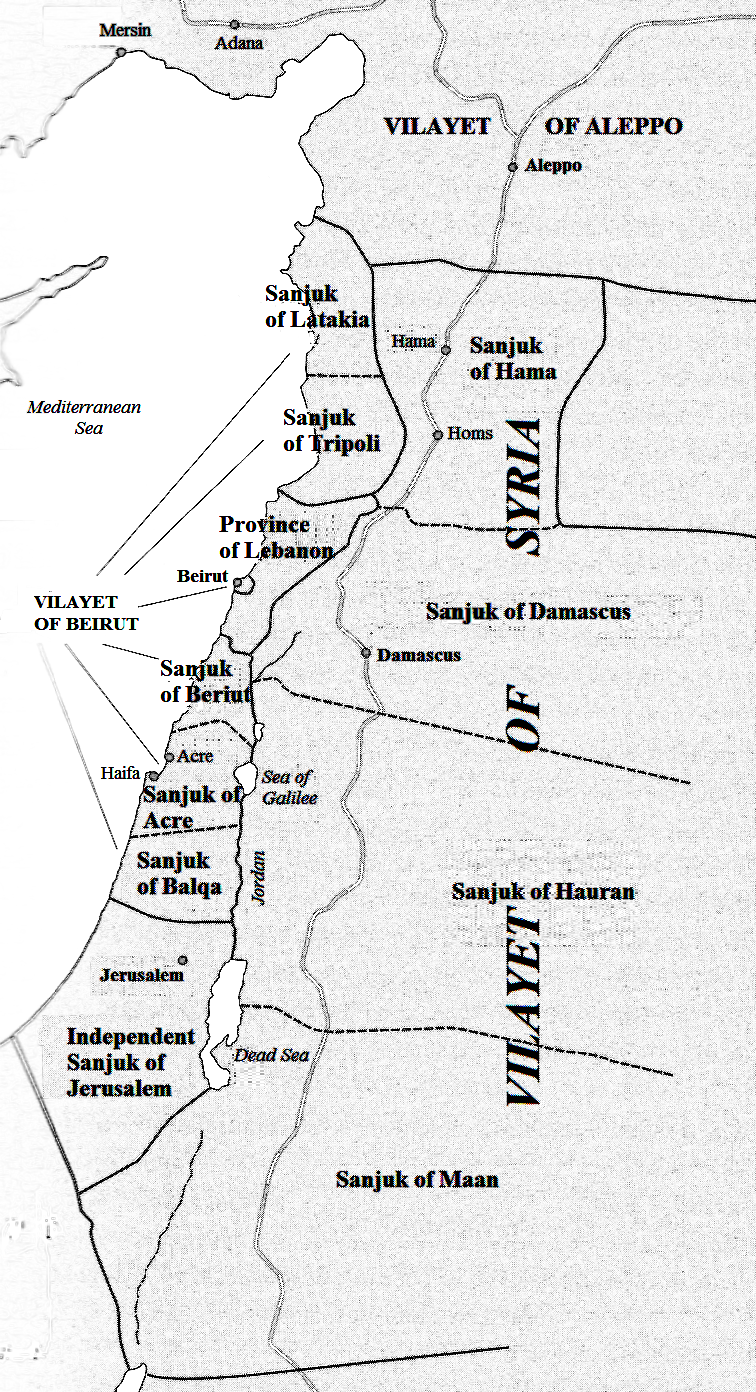

馬安是約旦的城市，位於該國南部，也是馬安省的首府，距離首都安曼218公里，始建於公元前2至4世紀，面積7.5平方公里，海拔高度1,100米，2007年人口50,350。

## 外部連結
- maani.info

30°11.6′N 35°44′E / 30.1933°N 35.733°E